# 豐滕塞陶恩山

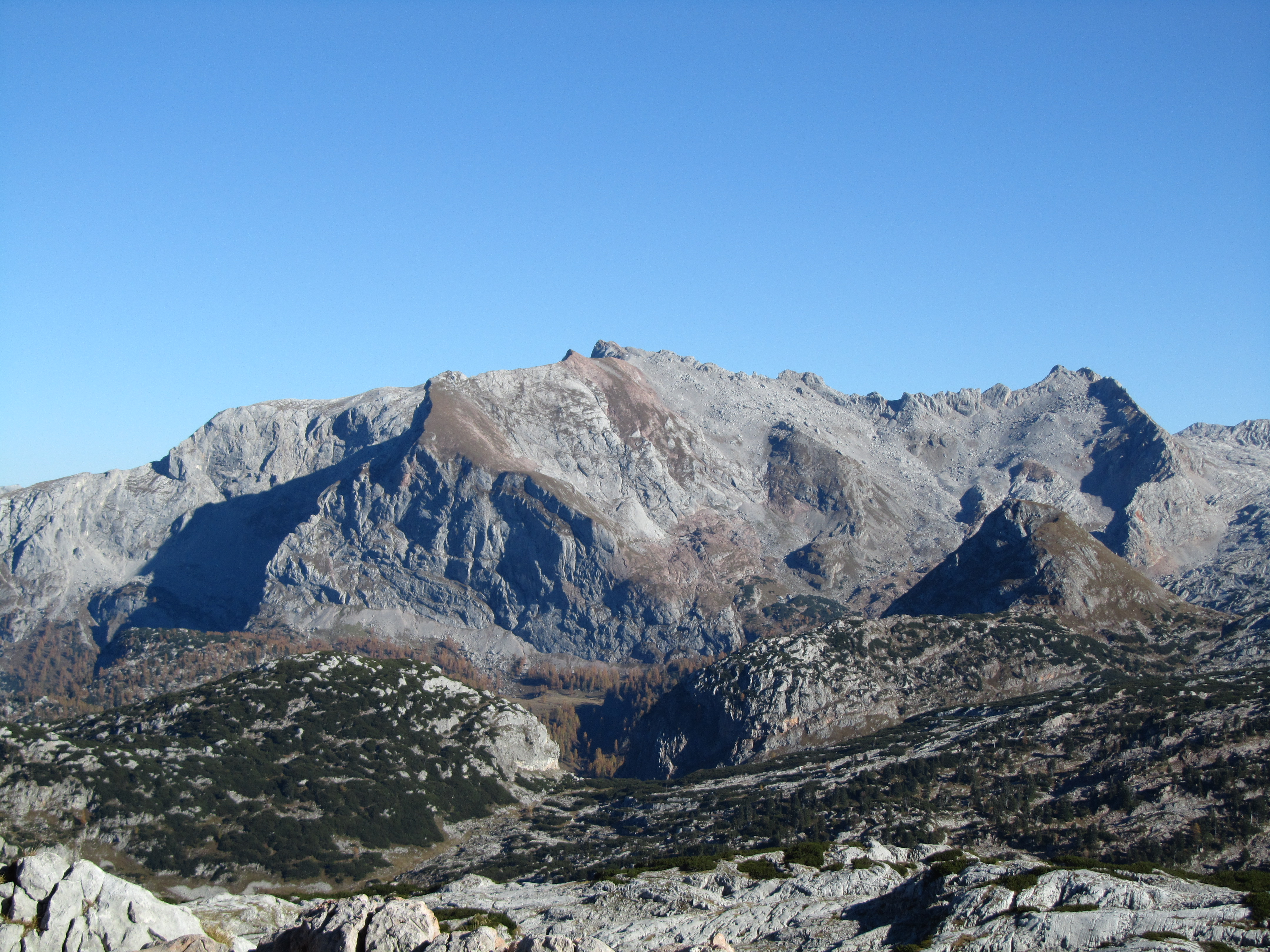

47°29′6″N 12°58′37″E / 47.48500°N 12.97694°E
豐滕塞陶恩山（德語：Funtenseetauern），是奧地利的山峰，位於該國中部，由薩爾茨堡州負責管轄，屬於貝希特斯加登阿爾卑斯山脈的一部分，距離塞爾布山3.9公里，海拔高度2,578米，每年平均降雨量2,176毫米。